# Samurai Cop
Samurai Cop es una película de acción estadounidense de 1991 dirigida, producida y escrita por Amir Shervan. Fue protagonizada por Robert Z'Dar, Matt Hannon y Mark Frazer. Con el paso de los años se ha convertido en un filme de culto y ha sido citada en varias ocasiones como una de las peores películas de todos los tiempos.

## Sinopsis
Cuando un grupo terrorista renegado japonés conocido como Katana toma el control del tráfico de cocaína en Los Ángeles, el cuerpo de policía hace entrar en acción a un policía samurai para acabar con el problema. Joe Marshall ha sido entrenado por maestros japoneses y ahora debe infiltrarse en la organización terrorista para acabar con ella.

## Criticas
La pelicula fue ampliamente criticada debido a sus efectos especiales de bajo presupuesto, actuaciones deficientes, diálogos superpuestos, edición poco profesional y la incesante cantidad de errores que se observan durante toda la pelicula. Quedando así; catalogada como la peor de las peliculas de la historia.

## Reparto
- Matt Hannon es Joe Marshall.
- Robert Z'Dar es Yamashita.
- Mark Frazer es Frank Washington.
- Cranston Komuro es Fuj Fujiyama.
- Janis Farley es Jennifer.
- Gerald Okamura es Okamura.
- Dale Cummings es Rohmer.
- Melissa Moore es Peggy.